# Jarvis Gunter
Jarvis Gunter (Columbus, 8 aprile 1985) è un ex cestista statunitense, professionista nella NBDL e in Europa.